# The Time of Your Life
The Time of Your Life (br: Um Momento em Cada Dia) é um filme de comédia dramática estadunidense de 1948 dirigido por H. C. Potter e estrelado por James Cagney, William Bendix, Wayne Morris e Jeanne Cagney. O roteiro foi adaptado por Nathaniel Curtis da peça com o mesmo nome de William Saroyan de 1939.
Uma versão foi produzida para a televisão dez anos depois, estrelando Jackie Gleason.

## Elenco
- James Cagney como Joseph T.
- William Bendix como Nick
- Wayne Morris como Tom
- Jeanne Cagney como Kitty Duval
- Broderick Crawford como Krupp
- Ward Bond como McCarthy
- James Barton como Kit Carson
- Paul Draper como Harry
- Gale Page como Mary L.
- Jimmy Lydon como Dudley Raoul Bostwick
- Richard Erdman como Willie
- Pedro de Córdoba como Filósofo Árabe